# Arca di Noè (Lotto)
(Francesca Cortesi Bosco)
La tarsia Arca di Noè o Restauratio humana fa parte delle tarsie del coro della basilica di santa Maria Maggiore, ed è visibile ai fedeli perché, con altre tre, è rivolta verso la navata centrale. La tarsia è composta dalla parte raffigurativa del racconto biblico del Diluvio Universale tratto dal libro della Genesi 6,5-8,20 e da un coperto che deve proteggerla dall'usura del tempo e che veniva rimosso durante le funzioni religiose più importanti. Fu anche la prima realizzata dal giovane Capoferri.

## Storia
Agli inizi del XVI secolo, la congregazione della Misericordia Maggiore, che gestiva la basilica, decise di completare il presbiterio con la realizzazione di un coro. Il 12 marzo 1524 i presidi della fondazione affidarono a Lorenzo Lotto il compimento dei disegni dei pannelli da eseguire a intarsio, della basilica mariana, anche se la loro realizzazione ebbe un percorso piuttosto complesso.
Il progetto architettonico fu affidato a Bernardo Zenale e la realizzazione all'intarsiatore Giovan Francesco Capoferri coadiuvato dal falegname Giovanni Belli di Ponteranica. 
Le tarsie erano correlate da un coperto che doveva proteggerle, ma che con i disegni del Lotto divennero un elaborato e profondo messaggio da comprendere. La tarsia, essendo stata realizzata per prima, mise anche alla prova l'intarsiatore che aveva lavorato alle tarsie del coro della chiesa di santo Stefano realizzate con Fra Damiano Zambelli. La tarsia, che venne realizzata con la tecnica mista, richiese l'uso di tasselli di legni differenti, venendo poi dipinta per esaltarne il colore. L'Arca di Noè fu profilata da Ludovico da Mantova.
La tarsia è stata oggetto di restauro nel 2023, come tutto il resto del coro e ha ripreso i colori dei legni originali.

## Descrizione

### La tarsia
Lorenzo Lotto porta una innovazione del disegno delle tarsie che aveva raffigurazioni semplici e geometriche, portandole a essere veri quadri elaborati. Il pannello presenta due scene dell'episodio biblico del Diluvio universale.
(Genesi, 6,12-22)
Nella parte destra il compimento dell'arca con la salita delle copie di animali, e a sinistra, divisi da una alta scogliera, il caos, la distruzione. Le scene non hanno una sequenza, sono infatti posta in ordine invertito, ma questa è una scelta precisa del Lotto, che non voleva raccontare una storia, ma voleva raffigurare la contrapposizione di due situazioni altamente significative. Lotto sceglie di raffigurare quindici copie di animali e diciannove di uccelli, solo un asino ragliante e l'agnello sono lasciati soli in particolare l'agnello è posto di fronte alla capra indicando la contrapposizione tra l'agnus (Cristo) e il capro diabolus (demonio).
Il caos rappresentato a sinistra racconta il sovvertimento dell'ordine, quello che è contrario alla vita: la morte. Il cielo è coperto di grandi nuvole cariche di tempesta, che copiosa scende impedendo a uno stormo di anatre di alzarsi in volo. Le abbondanti piogge hanno trasformato la terra in un mare agitato che copre la natura rappresentata dalle piante, le case, gli animali e le persone che non hanno ascoltato le parole di Dio e che cercano la salvezza soverchiando qualunque cosa. Nell'angolo di sinistra vi è un giovane dai capelli mori, che sfinito cerca di rimanere aggrappato a un tronco nel disperato tentativo di salvarsi. La scena è molto articolata e drammatica. Nel gesto di allontanare con un calcio un naufrago che vuole raggiungere un'imbarcazione l'artista ci raffigura la grettezza umana nell'attimo stesso della disperazione, ognuno salva solo se stesso. Tante piccole scene che nell'insieme raccontano la malvagità del peccato che non pensa al prossimo ma che è egoista, e per questo suo peccato muore senza trovare la giusta via di scampo.
(Genesi 7, 17-24)
 Tra gli animali che annegano nelle acque vi è un maiale, animale che sporco e ingordo, ritenuto per il popolo ebraico animale impuro, al quale non è dato di conoscere la parola di Dio perché Non bisogna gettare perle ai porci.
La parte destra rappresenta la quiete di chi vive ascoltando la parola di Dio e a Lui si affida. Il Lotto ci presenta una scena molto famigliare. Il figlio di Noè viene raffigurato accanto alla moglie che tiene tra le braccia il piccolo figlio, mentre lui mangia la mela, a riportare l'osservatore al frutto del peccato originale che ha portato la donna ai dolori del parto, e le copie degli animali si manifestano in un atteggiamento amorevole. Il patriarca è posto centrale alla scena, lui venne scelto dal Signore, che è collocato nella parte superiore, per salvare l'umanità, ed è anche il punto centrale dove si congiungono le diagonali della tarsia. Serve considerare che il 1525 vide una previsione degli astrologi che annunciavano un nuovo diluvio universale, il soggetto aveva quindi grande presa sui fedeli. Il diluvio, l'acqua sono il simbolo della purificazione dai peccati e insieme alla tarsia del Sommersione del faraone, il passaggio per la liberazione dal peccato originale attraverso il Battesimo. Il corteo battesimale nel Cinquecento, seguiva un percorso che partendo dal coro della basilica, raggiungeva la vasca battesimale che si trovava in fondo alla navata.
La tarsia, prima tra quelle realizzate dal Capoferri, è composta da tasselli di legno naturali, alcuni scuriti, per creare un gioco di luci, tra le virtù e le ombre per il peccato.

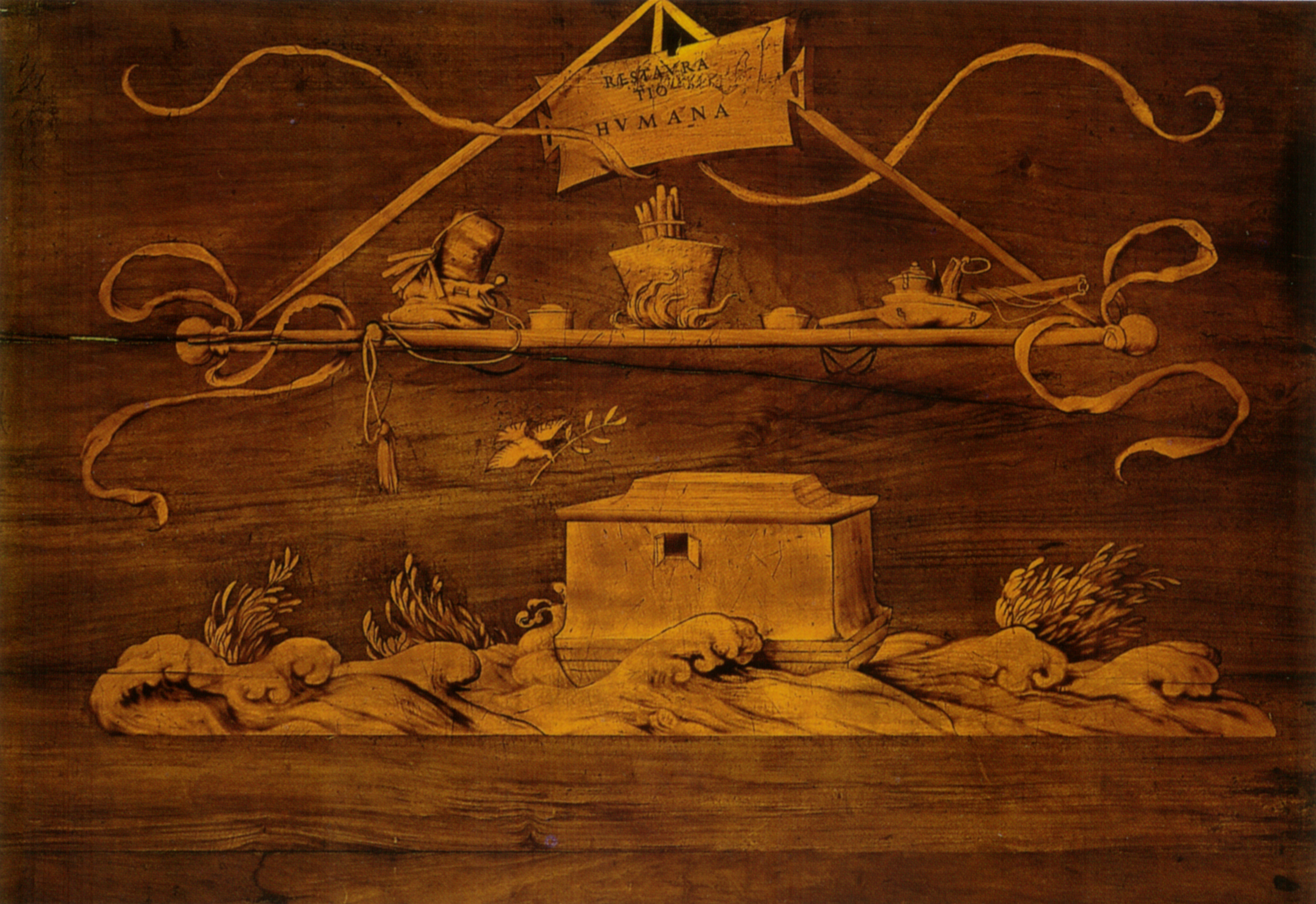
Rastauratio humana

### Il coperto
Il coperto o impresa RESTAURATIO HUMANA  che aveva funzione di protezione della tarsia era anche il mezzo con cui Lotto, coinvolgendo il lettore a un gioco, lo conduce a una riflessione profonda e moralmente severa Il coperto, venne realizzato solo due anni dopo aver terminato il lavoro della storia, nel 1527, e nella sua raffigurazione stilizzata, presenta l'arca nella forma di scrigno, simbolo nel medioevo di uomo virtuoso. La facciata ha una piccola apertura che è il mezzo per comunicare con Dio e dove torna la colomba portando il rametto di ulivo segno della Grazia di Dio, e l'annuncio di nuova rinascita. Il ramo di ulivo è la pianta sacra del dio Apollo. L'arca galleggia nelle acque del diluvio, e l'acqua è indice di passaggio, di rinascita, o nascita interiore. Il diluvio è quindi un periodo di gestazione da cui nasce di nuove forme di vita che permettano la creazione di nuova energia necessaria per l'esistenza.

La parte superiore vi è un'asta sorretta da nastri, che porta gli oggetti dell'alchimista per verificare la purezza dei metalli, e che forma un triangolo, raffigurazione del triangolo divino. A sinistra la pietra di paragone rovinata e che era lo strumento usato per valutare la purezza dell'oro. Nel centro un fornello acceso e a destra alcuni piatti posti su di una bilancia. Come nel giorno del giudizio verranno giudicati i puri, così l'alchimista verifica la purezza dei metalli. Il coperto ha un messaggio che si allontana dal racconto della bibbia, ma che porta i fedeli a una riflessione. Accanto alla nube dove è raffigurato Dio, Lotto ha posto una copia di gru che in volo si avvicinano all'arca. Vogliono indicare il viaggio salvifico. L'artista possedeva un'antica corniola con la raffigurazione delle gru indicata sul suo Libro di spese che lo aveva fatto meditare e che descrive: 
(Lorenzo Lotto Testa,ento)
 E proprio l'impronta di una gru è lasciata sulla sigillatura dell lettere che l'artista inviava alla congregazione della Misericordia Maggiore.
Nella parte superiore un cartiglio riporta la scritta RESTAURATIO HUMANA indica il raggiungimento di un accordo tra il divino e l'umano. La rappresentazioni alchemiche indicano un interesse presente in Bergamo in quegli anni. Gian Mario Rota aveva scritto un trattato di alchimia poi conservato alla Biblioteca civica Angelo Mai che vide partecipe il Consiglio della fondazione MIA.
La tavola presenta quindi indicazioni alchemiche che portano alla perfezione che l'unione della natura e il Tutto che è Dio. Lorenzo Lotto nell'impresa presenta un'immagine criptata del suo pensiero alchemico.